# Vojo Kushi
Vojo Kushi (Scutari, 7 maggio 1918 – Tirana, 10 ottobre 1942) è stato un partigiano e militare albanese.
Durante la Seconda guerra mondiale guidò la guerriglia albanese contro le truppe fasciste che occupavano il paese.
Il 10 ottobre 1942, Kushi, assieme a due compagni di battaglia, Sadik Stavaleci e Xhoxhi Martini, che si trovavano in una piccola abitazione nel distretto di Kodra e Kuqe (Collina Rossa), vennero accerchiati ed attaccati da truppe italiane. Dopo sei ore di assedio, all'arrivo di carri armati Kushi uscì dal riparo, sparando contro i carabinieri italiani che assediavano l'edificio, e morì gettandosi contro un carro armato, dopo aver terminato le munizioni .
A lui è stato dedicato il film Vojo Kushi, di produzione albanese, girato in bianco e nero del 1969.
Sempre a lui è stata dedicata l'accademia albanese dello sport ed educazione fisica: Akademia e Edukimit Fizik dhe Sporteve 'Vojo Kushi' con sede a Tirana.